# Friderik Sternad
Friderik Sternad, slovenski duhovnik, * 7. julij 1890, Benedikt v Slovenskih goricah, † 18. februar 1990, Podčetrtek, Slovenija.

## Življenje in delo
Friderik Sternad je bil rojen kot deveti otrok v revni kmečki družini očetu Francu in materi Flori (rojeni Kaučič). Po osnovni šoli ga je pot vodila v bogoslužje in tako 15. avgusta 1914 daroval  novo mašo pri Sv. Treh Kralji v Slovenskih goricah. Med prvo svetovno vojno se je začasno upokojil, ker je zbolel za tuberkulozo. Negovale so ga sestre v slovenjgraški bolnišnici, ki so ga pozdravile do te mere, da je lahko ponovno deloval. Služboval je na Ptujskem polju, ob Šmartnem ob Paki, največji pečat pa je pustil v Podčetrtku, kjer je služboval od leta 1935. Med drugo svetovno vojno je bil z drugimi duhovniki izgnan na Hrvaško, po petih letih pa se je vrnil v Podčetrtek, kjer je obnovil uničeno in izropano župnišče.
Sternad se je ljubiteljsko zanimal za naravoslovje, predvsem za kamnine. Preučeval je kamnine, ki se nahajajo v Obsotelju in na Kozjanskem ter pripravil bogato zbirko. Pomembno je vplival tudi na razvoj Atomskih toplic v Podčetrtku, ki so s svojo zdravilno vodo pomagale bolnim ter hkrati pomenile gospodarski razvoj kraja. 
Friderik Sternad se je že ob prihodu v Podčetrtek zanimal za vrelce tople vode v Harini Žlaki na Hrvaškem, ki jo je dal leta 1952 analizirati. Takrat so ugotovili, da je voda ena od najmočnejših radioaktivnih toplic na Hrvaškem in da je zdravilna. Vedno več ljudi si je želelo obiska toplic, ker pa na Hrvaškem niso bili zainteresirani za razvoj tovrstnega turizma, je Sternad skupaj z Francem Reinerjem in Jožetom Brilejem začel raziskovati vrelce še na slovenski strani. S pomočjo Geigerjevega števca so ugotovili, da je topla voda na slovenski strani tudi radioaktivna, zato so zvrtali vrtino in dobili vodo, ki je imela na površju 35 °C. Leta 1966 je Turistično-olepševalno društvo Podčetrtek otvorilo Atomske toplice, ki so imele sprva en lesen bazen. Sternad je vodil evidenco obiskovalcev toplic in skupaj s krajevnim zdravnikom dr. Albertom Homanom pripravil seznam bolezni, za katere sta dokazala, da jih voda iz toplih vrelcev učinkovito pozdravi, to so: revmatizem, bolezni ožilja in kožne bolezni. 
Friderik Sternad je bil priljubljen duhovnik. Dosegel je naziv zlatomašnika, ko se je že upokojil, pa še naziv železomašnika. Umrl je v Podčetrtku, tik preden bi dosegel svoje stoto leto. V zahvalo za zasluge pri ustanovitvi Atomskih toplic so mu na župnišče v Podčetrtku postavili spominsko ploščo.